# Comunidad de comunas de la Pequeña Camarga
La Comunidad de comunas de la Pequeña Camarga (Communauté de communes de Petite Camargue, CCPC en francés), es una estructura intercomunal francesa situada en el departamento francés de Gard de la región de Languedoc-Rosellón.

## Historia
Fue creada el 20 de noviembre de 2001 con la unión de tres de las cinco comunas del antiguo cantón de Vauvert y dos de las ocho comunas del antiguo cantón de Rhôny-Vidourle, y que actualmente pertenecen tres al nuevo cantón de Vauvert y dos al nuevo cantón de Aigues-Mortes.

## Nombre
Debe su nombre a  que las cinco comunas que conforman la comunidad se hallan situadas en la región natural francesa de Pequeña Camarga (también denominada Camarga Gardiana), que es la parte de la región de Camarga que se halla situada al oeste del Pequeño Ródano.

## Composición
La Comunidad de comunas reagrupa 5 comunas:
| Comuna     | Código INSEE | Cantón        | Población (2012) | Superficie (km²) | Densidad (hab./km²) |
| ---------- | ------------ | ------------- | ---------------- | ---------------- | ------------------- |
| Aimargues  | 30006        | Aigues-Mortes | 4822             | 26,48            | 182                 |
| Aubord     | 30020        | Vauvert       | 2401             | 9,42             | 255                 |
| Beauvoisin | 30033        | Vauvert       | 4063             | 27,82            | 146                 |
| Le Cailar  | 30059        | Aigues-Mortes | 2351             | 30,01            | 78                  |
| Vauvert    | 30341        | Vauvert       | 11261            | 109,86           | 103                 |

## Competencias
La comunidad es un organismo público de cooperación intercomunal.
Sus recursos provienen del impuesto sobre los rendimientos del trabajo único, del sistema de contribuciones que se aplica a los residuos y asignaciones y subvenciones de diversos socios.
Sus competencias en general se centran en el desarrollo económico, medio ambiental, de empleo y los servicios comunitarios a los habitantes:
- Ordenación del Territorio
  - Plan de Coherencia Territorial (SCOT, en francés) (a título obligatorio).
  - Plan Sectorial (a título obligatorio).
- Desarrollo y organización económica
  - Acción de desarrollo económico de las actividades industriales, comerciales o de empleo, (apoyo de las actividades agrícolas y forestales...) (a título obligatorio).
  - Creación, organización, mantenimiento y gestión de zonas de actividades industriales, comerciales, terciario, artesanal o turístico (a título obligatorio).
- Desarrollo y organización social y cultural
  - Actividades culturales y socioculturales (a título facultativo).
  - Actividades deportivas (a título facultativo).
  - Construcción y/u organización, mantenimiento, gestión de equipamientos o establecimientos culturales, socioculturales, socioeducativos, deportivos… (a título optativo).
  - Transporte escolar (a título facultativo).
- Medio ambiente
  - Saneamiento no colectivo (a título facultativo).
  - Recogida y tratamiento de los residuos urbanos y asimilados (a título optativo).
  - Protección y valorización del Medio Ambiente (a título optativo).
- Vivienda y hábitat
  - Programa local del hábitat (a título optativo).
- Servicio de vías públicas
  - Creación, organización y mantenimiento del servicio de vías públicas (a título optativo).
- Otros
  - Adquisición comunal de material (a título facultativo).
  - Informática, Talleres vecinales (a título facultativo).